# Simetsberg
Le Simetsberg est un sommet des Alpes, à 1 840 m d'altitude, dans les Préalpes bavaroises, et précisément dans le chaînon d'Ester, en Allemagne (Bavière).